# Cerodontha deserta
Cerodontha deserta är en tvåvingeart som beskrevs av Zlobin 1993. Cerodontha deserta ingår i släktet Cerodontha och familjen minerarflugor.
Artens utbredningsområde är Turkmenistan. Inga underarter finns listade i Catalogue of Life.